# Tilloy-lez-Marchiennes

Tilloy-lez-Marchiennes este o comună în departamentul Nord, Franța. În 1 ianuarie 2022 avea o populație de 538 de locuitori.